# Rubén Selmán
Rubén Marcos Selman (Santiago, 25 de julho de 1963 – 10 de fevereiro de 2020) foi um árbitro chileno de futebol. Foi considerado um árbitro de médio porte para os críticos, porém conseguiu uma vaga no quadro de árbitros da FIFA, a entidade máxima do futebol mundial.
Já foi escalados em inúmeros jogos da Copa Libertadores da América, Eliminatórias da Copa do Mundo entre outros.
Teve muitas polêmicas, quanto aos erros cometidos nas partidas entre Santos Futebol Clube (BRA) x Club Deportivo Cúcuta (COL).
Pelas eliminatórias da Copa do Mundo de 2010 apitou o jogo entre Brasil e Colômbia, no dia 15 de outubro de 2008 no Maracanã - Rio de Janeiro, em que terminou 0 a 0.
Morreu no dia 10 de fevereiro de 2020, aos 56 anos, em decorrência de um ataque cardíaco.